# Baba Farid

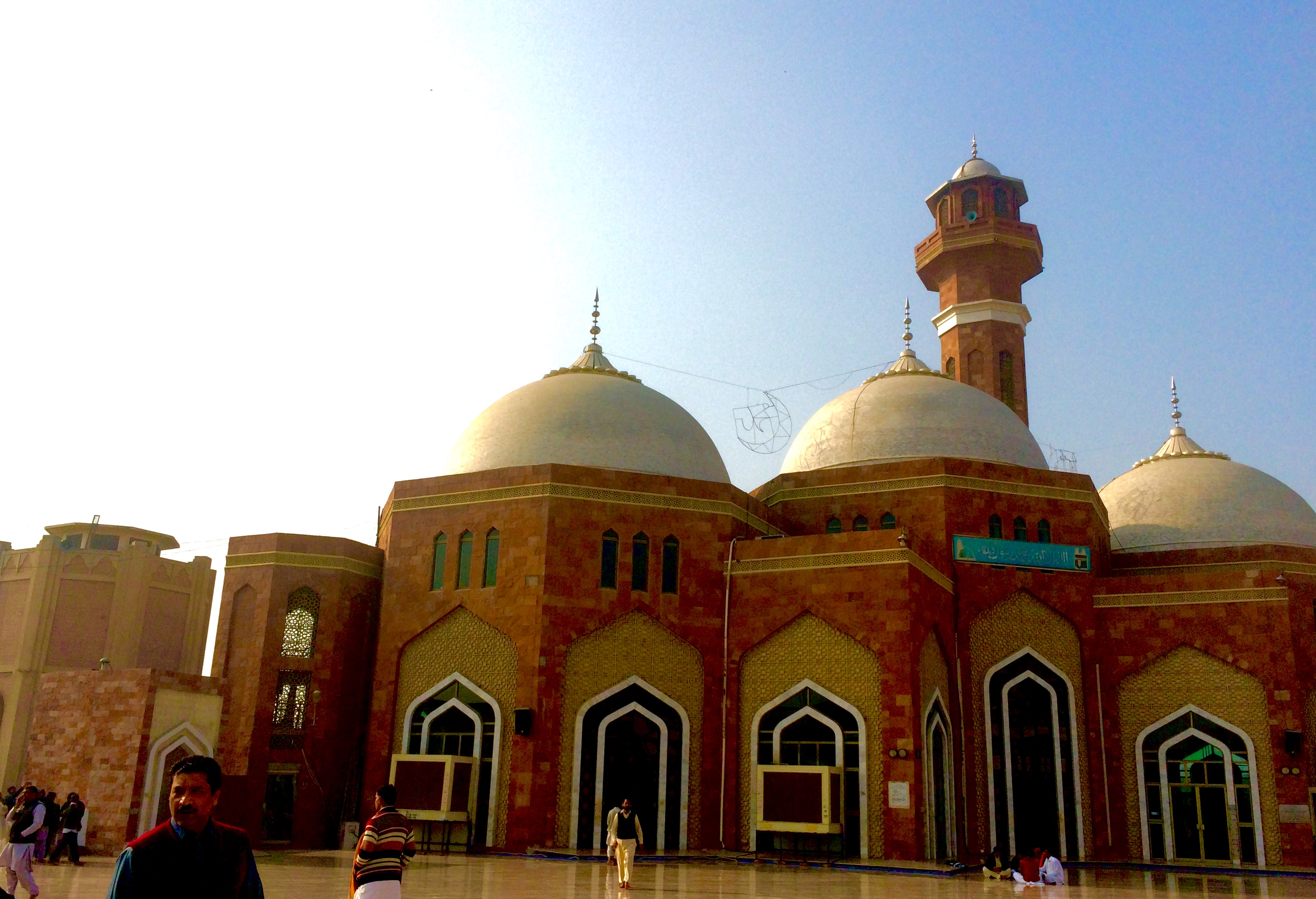
Schrein von Farid ud-Dīn in Pakpattan

Baba Farid (gest. um 1265) war ein Gelehrter und bekanntes Mitglied des gemäßigten islamisch-orthodoxen Sufiordens Chishtiyya, der auch zur spirituellen Linie (silsila) des Ordens (tariqa) gezählt wird.

## Leben
Er wird zu den bedeutendsten Sufis Indiens und Pakistans gezählt. Er führte ein sehr asketisches Leben und kommunizierte mit den Yogis und Sadhus. Er „bekehrte große Teile der damals überwiegend hinduistischen Landbevölkerung des südwestlichen Panjab und schickte Sendboten weiter in den Süden bis nach Kutch, Sindh und Makran“.
Der wichtigste Schüler von Bābā Farīd war Nizām ad-Dīn Auliyāʾ, der den Mantel, Stab und Gebetsteppich seines Meisters geerbt hat. Der auf Bābā Farīds Schüler ʿAlā ad-Dīn ʿAlī b. Ahmad Sabir zurückgeleitete Tschischti-Sabiri Ordenszweig wurde erst später vor allem durch die Popularität von ʿAbd al-Haqq Muhaddis Dihlavī (gest. 1642) bekannt.
Baba Farid verfasste unzähliger Aphorismen in Hindawi (Hindustani), einer aus Hindi und Urdu gemischten Volkssprache, wovon noch etwa fünfhundert erhalten sind, die auch in den heiligen Büchern Adi Granth und Guru Granth Sahib der Sikhs zitiert werden.

## Mausoleum
Das Mausoleum des Sufi-Heiligen in der Stadt Pakpattan, südlich von Lahore, Pakistan war 2010 Ziel eines Bombenanschlags.

## Zitat
„Ich bete nur darum, dich, Gott, zu lieben. Ich wünsche zu Staub zu werden und dir ewig zu Füßen zu liegen. Mein größter Wunsch zwischen Himmel und Erde ist, für dich zu leben und zu sterben.“

## Video
- Mazar Shareef of Baba Fariduddin Ganjshakar Urs Mubrark 5th Muharram 1431 AH (Film vom Grab des Heiligen)